# Санкции в связи со вторжением России на Украину (4 пакет)
Четвёртый пакет санкций в связи со вторжением России на Украину был принят с 15 марта по 4 апреля 2022 года за вторжение на Украину.

## Хронология

### 15 марта 2022 года
Еврокомиссия объявила о дополнительных санкциях против России:
- запрещён импорт российской сталелитейной продукции (потеря российской выручки оценивается в €3 млрд.)[1]
- полностью запрещены любые сделки с рядом государственных предприятий, связанных с ВПК[1]
- введён запрет на новые инвестиции в российский энергетический сектор (за исключением ядерной энергетики)[1]
- запрещён экспорт предметов роскоши из ЕС в Россию[1]
- запрещена финансовая оценка России и российских компаний европейскими рейтинговыми агентствами[1]
- введены санкции в отношении ещё 15 физических лиц, включая Романа Абрамовича, Германа Хана, Константина Эрнста[2]
- введены санкции против 12 юридических лиц[3]:
  - корпорации оборонного комплекса: «Оборонпром», «Объединённая судостроительная корпорация», «Уралвагонзавод», «Алмаз-Антей», «Ростех», «Севмаш»
  - крупнейшие нефтяные компании: «Роснефть», «Транснефть», «Газпром нефть»
  - новые санкции допускают транзакции с компаниями из перечня, если есть «большая необходимость» в покупке или импорте ископаемого топлива, в том числе угля, нефти и газа, титана, алюминия, меди, никеля, палладиума, железной руды в РФ или через РФ
- приостановлено действие режима наибольшего благоприятствования в торговле для России, что лишает её ключевых преимуществ членства в ВТО[4]
- заблокирована процедура вступления Беларуси в ВТО[5].

США ввели санкции против 11 представителей оборонного сектора России: Виктора Золотова, директора ФСВТС Дмитрия Шугаева, гендиректора Рособоронэкспорта Александра Михеева и восьми заместителей министра обороны: Алексея Криворучко, Тимура Иванова, Юнус-Бека Евкурова, Дмитрия Булгакова, Юрия Садовенко, Николая Панкова, Руслана Цаликова и Геннадия Жидко. Также они приостановили действие режима наибольшего благоприятствования в торговле для России
Япония:
- ввела санкции против 17 российских физических лиц: Виктора Вексельберга, нескольких родственников Юрия Ковальчука (Кирилла, Бориса, Киры, Степана и Татьяны Ковальчуков) и 11 депутатов Госдумы: Геннадия Зюганова, Юрия Афонина, Евгения Бессонова, Леонида Калашникова, Владимира Кашина, Николая Коломейцева, Алексея Куринного, Ивана Мельникова, Дмитрия Новикова, Николая Осадчего, Казбека Тайсаева[7][8]
- ввела эмбарго на экспорт 266 товаров, таких как полупроводники, оборудование связи и передовые материалы, а также 26 технологий, включая программы проектирования машин для производства микросхем в Россию и Беларусь[9]
- запретила экспорт нефтеперерабатывающего оборудования и связанных с ним технологий в Россию[9]
- запрещён любой экспорт в 49 российских организаций, связанных с военными, и 2 белорусские организации, включая государственные учреждения и производителей самолётов и кораблей[9]
- приостановлено действие режима наибольшего благоприятствования в торговле для России[5]

Великобритания:
- ввела персональные санкций против 345[10] граждан России, среди которых: совладельцы «Альфа-Групп» Михаил Фридман, Пётр Авен и Герман Хан, владелец металлургического холдинга «Северсталь» Алексей Мордашов, основатель «Еврохима» Андрей Мельниченко, владелец Renova Group Виктор Вексельберг, совладелец аэропорта Шереметьево Александр Пономаренко, владелец Трубной металлургической компании Дмитрий Пумпянский, глава совета директоров «Русагро» Вадим Мошкович, бывший президент России Дмитрий Медведев, премьер-министр Михаил Мишустин, министр обороны Сергей Шойгу, пресс-секретарь президента России Дмитрий Песков, пресс-секретарь МИД РФ Мария Захарова[11]
- ввела санкции против 5 российских организаций, в том числе СОГАЗа и Агентства интернет-расследований[10]
- запретила экспорт в Россию предметов роскоши (автомобилей, предметов моды от-кутюр, произведений искусства)[12]
- ввела 35-процентный тариф на импорт основных видов российских товаров (железа, стали, удобрений, древесины, шин, железнодорожных контейнеров, цемента, меди, алюминия, серебра, свинца, железной руды, машин, судов, напитков (включая алкогольные), водки, уксуса, стекла и изделий из него, произведений искусства, антиквариата, меховых шкур и искусственного меха, белой рыбы и других)[12]
- лишила сотни товаров из России режима наибольшего благоприятствования в торговле[12]

Режима наибольшего благоприятствования в торговле Россию также лишили: Албания, Исландия, Молдавия, Новая Зеландия, Норвегия, Северная Македония, Черногория и Южная Корея.
Сан-Марино присоединилось к санкциям ЕС, направленным на замораживание средств и ограничение мобильности в отношении лиц или субъектов, а также маркетинг так называемых продуктов «двойного назначения», инструментов, которые — в дополнение к обычному использованию — могут использоваться в вооружении, таких как детекторы GPS.
Албания, Босния и Герцеговина, Исландия, Лихтенштейн, Норвегия, Северная Македония, Украина и Черногория присоединились к санкциям ЕС от 9 марта против России и Беларуси. Босния и Герцеговина также ввела запрет на покупку, импорт и транспортировку ископаемого топлива.
Канада ввела санкции против 15 российских физических лиц, включая министра экономического развития России Максима Решетникова и вице-премьера РФ Дмитрия Григоренко.
Финляндия приостановила доставку почтой коммерческих отправлений, в том числе срочных писем и грузов между Финляндией и Россией, а также между Финляндией и Беларусью.
Международная ассоциация воздушного транспорта исключила из своего совета управляющих генерального директора «Аэрофлота» Михаила Полубояринова.

### 16 марта 2022 года
Швейцария внесла в санкционные списки 197 физических и 9 юридических лиц, приведя их в соответствие с санкционными списками четвёртого пакета санкций ЕС.
Исландия ограничила общение, сотрудничество и встречи с представителями российских властей — двусторонние, региональные и многосторонние. Кроме того, Исландия сообщила, что полностью участвует в санкциях против России.
Совет Европы исключил Россию из своего состава.
Международный совет архивов прекратил отношения с государственными архивными учреждениями России и Беларуси.
Глобальный альянс национальных правозащитных учреждений приостановил акредитацию России.

### 17 марта 2022 года
Новая Зеландия:
- заморозила активы президента РФ Владимира Путина и 12 членов Совета безопасности, в том числе премьер-министра Михаила Мишустина, глав МИД и Минобороны Сергея Лаврова и Сергея Шойгу, а также директора ФСБ Александра Бортникова
- заморозила «Промсвязьбанка» и ещё 18 организаций
- закрыла въезд в страну 364 россиянам, связанным с политической и военной деятельностью

Канада ввела санкции против 22 чиновников Министерства обороны Беларуси.
Великобритания приостановила обмен налоговой информацией с Россией и Беларусью.
Совет Европы приостановил все отношения с Беларусью:
- приостановлено право Беларуси участвовать во всех заседаниях и мероприятиях организации
- приостановлено участие Беларуси в частичных соглашениях Совета Европы, включая Венецианскую комиссию, но без ущерба для прав в Беларуси как договаривающейся стороны международных конвенции
- прекращено любое техническое сотрудничество с Беларусью
- но, решено продолжить поддерживать и укреплять отношения с гражданским обществом и оппозицией в эмиграций

Дунайская комиссия отстранила Россию от участия в своей работе.
Федерация европейских ассоциаций управления рисками приостановила членство своего российского члена, РусРиск.
Федерация ветеринаров Европы приостановила статус наблюдателя Российской национальной ветеринарной палаты.

### 18 марта 2022 года
Австралия ввела санкции против Олега Дерипаски и Виктора Вексельберга, владеющих акциями австралийских компаний, а также против 11 российских банков и госструктур: «Сбербанка», «Газпромбанка», ВЭБ, ВТБ, «Россельхозбанка», «Совкомбанка», «Новикомбанка», «Альфа-банка» и Московского кредитного банка, Фонда национального благосостояния и Министерства финансов России.
Япония ввела санкции против 15 физических и 9 юридических лиц. В санкционный список попали:
- официальный представитель МИД РФ Мария Захарова, восемь замминистров обороны РФ: Алексей Криворучко, Тимур Иванов, Юнус-Бек Евкуров, Дмитрий Булгаков, Юрий Садовенко, Николай Панков, Руслан Цаликов и Геннадий Жидко; директор Федеральной службы по военно-техническому сотрудничеству Дмитрий Шугаев, начальник Главного управления Генерального штаба вооружённых сил РФ Игорь Костюков, гендиректор «Рособоронэкспорта» Александр Михеев, бывшая жена главы «Роснефти» Игоря Сечина Марина Сечина, сенатор Сулейман Керимов и бизнесмен Андрей Скоч[34]
- «Роснефть аэро», «Рособоронэкспорт», «Высокоточные комплексы», «Курганский машиностроительный завод», «Вертолёты России», «Объединённая авиастроительная корпорация», «Объединённая судостроительная корпорация», «Уралвагонзавод» и «Зеленодольский завод имени А. М. Горького»[34].

Албания, Босния и Герцеговина, Исландия, Лихтенштейн, Норвегия, Северная Македония, Украина и Черногория присоединились к четвёртому пакету санкций ЕС от 15 марта и решению о включении в санкционные списки ЕС 5 человек от 21 февраля 2022 года. Норвегия сделала исключение из ограничений в отношении Russia Today и Sputnik.
Минторг США объявил, что 100 самолётов в период со второго марта летали в Россию и Беларусь, тем самым нарушая американские санкции. Сервисное обслуживание этих самолётов где-либо, включая Россию, без особого разрешения, может рассматриваться как нарушение экспортного контроля США. 33 самолёта относятся к авиапарку компании «Аэрофлот», 12 — AirBridgeCargo, 5 — Aviastar-TU, 23 — Azur Air, 14 — Nordwind, 12 — Utair, ещё один самолёт принадлежит миллиардеру Роману Абрамовичу.
Литва запретила вывозить в Россию и Беларусь больше 60 евро наличными. Кроме того, физическим и юридическим лицам запретили продавать, передавать или экспортировать евро в Россию и Беларусь.
Коронное владение Остров Мэн прекратило налоговое сотрудничество с Россией.
Россию и Беларусь исключили из состава Европейской конференции администраций почтовых служб и служб связи (CEPT).

### 20 марта 2022 года
Австралия запретила экспорт глинозёма, алюминиевых руд и бокситов в Россию. По словам главы МИД Австралии Марис Пейн, почти 20 % потребностей России в глинозёме обеспечивались за счёт экспорта из Австралии.

### 21 марта 2022 года
Латвия аннулировала регистрацию сайта и мобильного приложения «Яндекс.Такси» и заблокировала приложение Яндекс Go.

### 23 марта 2022 года
Управление по финансовому надзору Великобритании известило, что положения о финансовых санкциях не делают различий между криптоактивами и другими формами активов — использование криптоактивов для нарушения или обхода экономических санкций является уголовным преступлением.
Международная организация труда приостановила сотрудничество или помощь организации России, за исключением гуманитарной помощи.
Европейская организация спутниковой метеорологии приостановила действие лицензий российских пользователей и двустороннее соглашение о сотрудничестве с Россией, включая весь обмен данными и обучающие мероприятия.

### 24 марта 2022 года
Великобритания ввела санкции против:
- 33 физлиц из России, Беларуси и Украины, среди которых: главный исполнительный директор «Сбербанка» Герман Греф, первый заместитель председателя правления «Сбербанка» Лев Хасис, первый заместитель председателя правления «Сбербанка» Александр Ведяхин, основатель «Тинькофф банка» Олег Тиньков, предполагаемая падчерица министра иностранных дел Сергея Лаврова Полина Ковалёва, сын главы «Роснефти» Игоря Сечина Иван Сечин, бизнесмен-миллиардер Евгений Швидлер, заместитель председателя правления ПАО «Газпром» Олег Аксютин, первый вице-президент российской государственной нефтяной компании «Роснефть» Дидье Казимира, заместитель председателя правления, первый вице-президент по развитию нефти, газа и шельфа «Роснефти» Желько Рунье[49][50][51][52].
- 26 компаний из России и Беларуси, среди которых: «Газпромбанк», «Россельхозбанк», «Альфа-банк», «СМП банк», Уральский банк реконструкции и восстановления, фонд фондов Российская венчурная компания, «Алроса», оборонная компания «Кронштадт», Государственный ракетный центр, «Совкомфлот», Государственное агентство оборонной промышленности Беларуси, «ОКБ ТСП», Всероссийский научно-исследовательский институт авиационных материалов, Российское агентство по страхованию экспортных кредитов и инвестиций, «Белспецвнештехника», Салаватский химзавод, «Атлант С», «Inspira Invest A», Минский завод колёсных тягачей, «Оборонные инициативы», технокомпания «Планар», энергетическая компания «Русавто», «Русгидро», Минский тракторный завод, Российские железные дороги и Группу Вагнера[50][53][54]. Банкам попавшим под санкции была дана 30-дневная лицензия на сворачивание деятельности[55].

США ввели санкции против:
- главы «Сбербанка» Германа Грефа и гендиректора КТРВ Бориса Обносова[56]
- бизнесмена Геннадий Тимченко, его компаний и членов семьи[57]
- 17 членов правления «Совкомбанка»[57]
- 328 депутатов Госдумы РФ и самой Государственной думы[56]
- 48 компаний (как материнских так и их дочерних предприятий) оборонного комплекса РФ. В их числе: корпорация «Тактическое ракетное вооружение» и её 28 дочерних компаний, НПО «Высокоточные комплексы», НПК «Техмаш», государственный холдинг «Вертолёты России», оборонная компания «Кронштадт»[56]

Также Минфином США было дано разъяснение к санкциям введённым 15 апреля 2021 года:
- Введённые санкции распространяются также на транзакции по золоту Центробанка РФ, Фонда национального благосостояния или Министерства финансов РФ[58]
- Под санкции США также подпадают лица, причастные к операциям с целью обхода американских ограничений, в том числе путём использования таких активов, как золото или другие драгоценные металлы[58]
- Гражданам США, в частности трейдерам золота, не разрешено участвовать в запрещённых правительством страны транзакциях или содействовать им, в том числе операциям, связанным с золотом, в которых заинтересованы подсанкционные лица[58]
- Американским финучреждениям также запрещено обрабатывать трансакции, включая операции, связанные с золотом, с участием подсанкционных иностранных финучреждений[58]

Канада ввела санкции в отношении 160 членов Совета Федерации РФ и ввела запрет на экспорт некоторых товаров и технологий в Россию для ослабления возможностей российских вооружённых сил в таких областях, как электроника, информатика, телекоммуникации, навигация и транспорт.
Стало известно о том, что Польша заблокировала счета в банках, которые имеют отношение к посольству Российской Федерации. Официальная причина — средства «могут использоваться для отмывания незаконно полученных средств или для финансирования терроризма».
Всемирная торговая организация остановила рассмотрение заявки Беларуси на её вступление.

### 25 марта 2022 года
Австралия ввела санкции против:
- 22 сотрудников российских СМИ, обозначенных как «пропагандисты и штатные распространители дезинформации», в том числе Маргариты Симоньян, Тиграна Кеосаяна, Ольги Скабеевой, сотрудников электронного издания «Фонд стратегической культуры», информагентств Russia Today, «Инфорос» и «Ньюсфронт»[62][63][64]
- Александра Лукашенко, его бывшей жены Галины Лукашенко и их сына Виктора Лукашенко[64]

Япония ввела:
- санкции против 25 физических лиц, в числе которых: бывший помощник Путина, глава госкорпорации Банк развития внешнеэкономической деятельности Игоря Шувалова, жена и дети Дмитрия Пескова (Татьяны Навки, Елизаветы Песковой, Николая Чоулза), российский миллиардер Алексей Мордашов, родственники олигархов Бориса и Аркадия Ротенбергов, родственники секретаря Совета безопасности РФ Николая Патрушева, первый замглавы администрации президента РФ Сергей Кириенко[65][66]
- санкции против 81 юридического лица — автомобильного и судостроительного заводов и производителей электроники, включая Амурский судостроительный завод и «Российские космические системы»[65][66]
- запрет на экспорт предметов роскоши в Россию[65][66].

Швейцария в согласовании с санкциями введёнными ЕС 9 и 15 марта запретила экспорт товаров для российского энергетического сектора и участие в компаниях, действующих в этой сфере, предоставление им ссуд или других финансовых ресурсов; запретила импорт российского железа и стали, в том числе через посредников, экспорт в Россию предметов роскоши и оборудования для морской навигации. В финансовом секторе запреты касаются транзакций с определёнными госпредприятиями и т. п.. В то же время разрешены определённые исключения из финансовых санкций «по гуманитарным соображениям», связанные с работой гуманитарных организаций. Также Швейцария решила не следовать решению ЕС о приостановлении трансляции российских телеканалов, в частности Sputnik и Russia Today.
Андорра присоединилась к введённым ЕС санкциям против России и связанных с ней субъектов от 17 марта 2014 года, 31 июля 2014 года, 23 февраля 2022 года и против Беларуси от 18 мая 2006 года, с учётом дальнейшних редакций.
Финляндия уведомила о прекращении железнодорожного сообщения между ней и Россией скоростными поездами «Allegro» с 28 марта.
Украина расторгла двусторонние соглашения о взаимном признании страховых сертификатов «Зеленая карта» с национальными бюро России и Беларуси. Данные сертификаты не признаются Украиной с 5 апреля.
Форум групп реагирования на инциденты и обеспечения безопасности временно приостановил деятельность всех организаций-членов из России и Беларуси.
Центральноевропейская инициатива приостановила членство Беларуси.

### 26 марта 2022 года
Финляндия объявила о прекращении приёма грузовых поездов из России с 27 марта.

### 27 марта 2022 года
Южная Корея запретила поставки в Россию и Беларусь 57 нестратегических товаров и технологий — прежде всего это касается полупроводников, чипов, микросхем и компьютеров.
Кипр предпринял меры для недопущения обхода санкций:
- До 31 марта 2022 года адвокатские конторы Кипра должны предоставить Всекипрской ассоциации адвокатов (CBA) информацию о своих попавших под санкции российских клиентах. В том случае, если среди клиентов есть те, кто попал под европейские санкции, кипрские адвокаты обязаны проинформировать CBA о том, кто эти клиенты, а также какими видами движимого и недвижимого имущества (дома, квартиры, акции, депозиты и т. п.) они владеют (необходимо указать совокупную стоимость). Нарушение санкций членами CBA может привести к административному наказанию со стороны ассоциации и к уголовному преследованию[75].

Институт сертифицированных бухгалтеров Кипра (ICPAC) также разослал инструкции для своих членов, работающих с российскими клиентами. ICPAC сослался на циркуляр Минфина Кипра, в котором сказано, что бухгалтера и аудиторы имеют право предоставлять ограниченный перечень услуг клиентам, находящимся под санкциями:
- подготовка годовой отчётности
- ведение бухгалтерии
- подготовка налоговых деклараций
- предоставление административных услуг
- выплата налогов

Министр иностранных дел Катара шейх Мохаммед бин Абдулрахман Аль-Тани заявил, что инвестиции в Россию «находятся под пристальным вниманием» и Катар не будет увеличивать свои инвестиции в неё до «улучшения окружающей обстановки и повышения политической стабильности». Суверенный фонд Катара Qatar Investment Authority, по данным Института SWF, располагает активами в 450 миллиардов долларов и владеет около 19 % акций российской энергетической компании «Роснефть».

### 28 марта 2022 года
Европейская комиссия представила разъяснение, по которому компании, большинство акций которых совокупно принадлежат двум или более лицам, которые внесены в санкционные списки, считаются находящимися под санкциями. Это касается даже тех владельцев долей, которые не владеют более 50 %.
Суверенный фонд Объединённых Арабских Эмиратов Mubadala Investment Company приостанавил все инвестиции в Россию. Mubadala Investment Company инвестировал в Россию 3 млрд долларов, примерно в 50 компаний. В дальнейшем регулятор ОАЭ не позволил в полной мере заменить доллары США дирхамами при товарообороте с Россией. В марте 2023 Центральный банк ОАЭ отменил лицензию, выданную российскому банку МТС, в связи с санкционными рисками. В апреле 2023 года банк Emirates NBD, в связи з директивой ЕС, известил российских клиентов о переводе их активов на отдельные счета, куда будут попадать все выплаты по принадлежащим им ценным бумагам. Вывести средства с этих счетов граждане РФ не смогут. В октябре 2023 ЕС проинформирвал своих членов о том, что ОАЭ согласились ограничить реэкспорт в Россию чувствительных товаров, используемых в военных целях Россией. В январе 2024 ОАЭ запретили прибывать в свои воды судам, плавающим под флагом Камеруна, в связи с риском перевозки данными кораблями нефти подпадающей под санкции. В марте 2024 года государственный банк Дубая Emirates NBD закрыл некоторые счета российских олигархов и торговцев российской нефтью.

### 29 марта 2022 года
Япония расширила список предметов роскоши, запрещённых к экспорту в Россию с 5 апреля. В список были добавлены банкноты, золотые монеты и слитки.
Польша усиливает санкции на национальном уровне, она будет «блокировать активы субъектов, которые способствуют поддержке российского вторжения в суверенную и независимую Украину». Также Польша заявила об отзыве согласия на соглашение о поощрении и взаимной защите инвестиций с Россией.
Самоуправляемое государственное образование в составе Королевства Нидерландов Аруба предприняло несколько шагов для введения санкций в отношении самолётов, базирующихся в России или связанных с российскими организациями, включая приостановку полётов самолётов и, в некоторых случаях, снятие с учёта.
Первый заместитель руководителя Администрации Президента Казахстана Тимур Сулейменов заявил, что «Казахстан не будет инструментом для обхода санкций против России со стороны США и ЕС. Мы будем соблюдать санкции». 5 апреля заместитель премьер-министра — министр иностранных дел Казахстана Мухтар Тлеуберди уточнил, что «Казахстан к санкциям не присоединяется», но «для нас важно не допустить негативного влияния этих санкций на развитие нашей экономики, а также чтобы наша территория не использовалась для обхода этих санкций». Ещё 25 марта Казахстан «в связи со сложившейся обстановкой в мире» отложил подписание контракта со «Сбербанком России» по цифровой трансформации и начал анализ альтернативных вариантов. Предварительная стоимость контракта оценивалась в около 500 млн долларов. 28 мая стало известно, что власти Казахстана будут задерживать белорусские и российские грузовики, перевозящие товары, перегруженные (перецепленные) от европейских перевозчиков. 6 июня Казахстан изменил название своей нефти, экспортируемой через морские порты РФ, на KEBCO (Kazakhstan Export Blend Crude Oil) чтобы дистанцироваться от попавшей под санкции российской нефти — Российской экспортной смеси сырой нефти (REBCO/Urals) и Siberian Light. Ранее нефть, произведенную в Казахстане, смешивали с российской для получения российских стандартизированных экспортных сортов. 14 сентября министр иностранных дел Казахстана Мухтар Тлеуберди сообщил, что Казахстан проводит консультации с Европейской комиссией и Администрацией президента США с целью не допустить вторичные санкции. Также регулятор Казахстана не позволил в полной мере заменить доллары США тенге при товарообороте с Россией. Казахстанская фондовая биржа (KASE) исключила из листинга акции некоторых российских компаний в связи с санкциями и «трудностью проведения расчетов и торговли ценными бумагами между Россией и Казахстаном». С 27 апреля, согласно указанию KASE, Народный банк Казахстана перестал оказывать помощь россиянам и белорусам в торгах на KASE ценными бумагами, выпущенными иностранными компаниями, номинированными в неказахстанской валюте.
Европейская федерация участников рынка лизинга «Leaseurope» исключила Россию из своего состава.

### 30 марта 2022 года
Великобритания запретила техническое обслуживание самолётов или кораблей, принадлежащих конкретным российским олигархам, находящимся под санкциями, или их предприятиям, а также распространила финансовые, торговые и судоходные санкции, введённые в отношении Крыма, на неподконтрольную правительству Украины территорию в Донецкой и Луганской областях.
Россия была исключена из Международного совета по исследованию морей.

### 31 марта 2022 года
Австралия отменит режим наибольшего благоприятствования в торговле для России и Беларуси и применит в отношении импорта из двух этих стран дополнительную пошлину в размере 35 %, мера вступит в силу с 25 апреля этого года.
Великобритания расширила санкционный список, внеся в него:
- российский телеканал RT, медиагруппу «Россия сегодня»[101]
- 12 граждан России: начальника Национального центра управления обороной РФ генерал-полковника Михаила Мизинцева, журналиста Сергея Брилёва[101], исполнительного директора холдинга «Газпром-медиа» Александра Жарова, главного редактора российского агентства «Спутник» Антона Анисимова, генерального директора телеканала RT Алексея Николова, а также семи сотрудников российского Фонда стратегической культуры и связанного с ним сайта, включая его главного редактора Алексея Максименко[102].
- три британские компании, помогавшие России обходить санкции[103]

США ввели:
- вторичные санкции против компаний, которые не зарегистрированы в РФ, но могут помогать России уклоняться от санкций. Всего в санкционный список добавили 21 компанию, которая зарегистрирована как в РФ, так и за её пределами (в Сингапуре, на Мальте, в Великобритании, Испании и др.). В основном они связаны с научными разработками и технологиями[104]. В числе юрлиц, попавших под санкции: Alexsong Pte Ltd., АО НИИ «Вектор», Djeco Group Holding Ltd., Djeco Group LP, Invention Bridge SL, АО «Микрон», Majory LLP, Malberg Limited, Maltarent Ltd., НИИ молекулярной электроники, ООО «Фотон Про», ООО «Научно-технический центр „Метротек“», ООО «Памкин Хаус», ООО «Робин Трейд», ООО «Серния Инжиниринг», ООО «Сертал», Photon Pro LLP, Quantlog OY, SCI Griber, Sernia-Film Co. и «Т-Платформы»[105]
- санкции против 13 физических лиц[106]. Так, в перечень вошли: Евгения Бернова, Сергей Бобков, Вячеслав Дубровинский, Евгений Гладких, Евгений Гринин, Антон Круговов, Константин Малеваный, Ирина Николаева, Евгений Подгорнов, Никита Соболев, Тамара Топчи, Сергей Ершов и Андрей Захаров[105]

Литва утвердила список «враждебных государств и территорий», в который вошли Россия, Беларусь, территории Крыма, Приднестровья, Абхазии и Южной Осетии. На основании него можно будет исключать компании, относящиеся к этим государствам и территориям, из тендеров по госзакупкам или расторгать уже заключённые с ними контракты.
Эстония запретила на своей территории работу «Яндекс.Такси».
Президент Грузии Саломе Зурабишвили заявила, что её страна участвует «во всех международных финансовых санкциях против РФ». Ещё 27 февраля Национальный банк Грузии лишил грузинское отделение банка ВТБ, находящегося под санкциями, права на обслуживание физических лиц, заёмщиков и депозитариев. При этом премьер-министр Грузии Ираклий Гарибашвили заявил, что Грузия не будет вводить экономические санкции против России. Однако он же заявил: «…правительство Грузии не позволит ни одному юридическому или физическому лицу, подвергшемуся санкциям, осуществлять незаконную деятельность на территории Грузии или использовать нашу территорию для обхода санкций».
Ассоциация по вопросам применения требований европейских эксплуатирующих организаций к АЭС с легководными реакторами приостановила членство российской государственной компании АО «Росэнергоатом».

### 1 апреля 2022 года
Германия приостановила обмен информацией с российскими и белорусскими налоговыми органами.
США ввели экспортные санкции против 96 российских предприятий и 24 белорусских юридических лиц, связанных с оборонным, аэрокосмическим и морским секторами. Продажа технологий этим компаниям будет требовать лицензирования, в котором в большинстве случаев будет отказано. В список вошли:
- Россия: ПО «Севмаш» (входит в Объединённую судостроительную корпорациию), 46-й Центральный научно-исследовательский институт Министерства обороны РФ, Институт физики высоких энергий, Институт теоретической и экспериментальной физики имени А. И. Алиханова, судостроительный завод «Пелла», 35 предприятий корпорации «Тактическое ракетное вооружение», Центральный аэрогидродинамический институт имени профессора Н. Е. Жуковского[115]
- Беларусь: Внутренние войска МВД Беларуси, Комитет государственной безопасности (КГБ) и спецподразделения КГБ «Альфа», Государственный военно-промышленный комитет Беларуси, Минский завод колесных тягачей (МЗКТ), а также Управление внутренних дел Гомельского областного исполнительного комитета[115].

Албания, Босния и Герцеговина, Исландия, Лихтенштейн, Норвегия, Северная Македония, Украина и Черногория присоединились к правкам и продлению до 15 сентября 2022 года действия санкций против России, принятых ЕС начиная с 2014 года, от 10 марта.
Ответственный ювелирный совет приостановил членство России, представленой АК «Алроса».

### 2 апреля 2022 года
Украина прекратила сотрудничество с Россией и Беларусью в области стандартизации, метрологии и сертификации, денонсировав соответствующие договора.

### 3 апреля 2022 года
Государственная нефтегазовая корпорация Кувейта Kuwait Petroleum Corporation призвала подрядчиков, работающих в стране, не использовать российских поставщиков в будущих проектах.

### 4 апреля 2022 года
США запретили России использовать замороженные в США резервы для выплат по госдолгу.
Австралия запретила поставку, продажу или передачу определённых предметов роскоши прямо или косвенно в Россию, для использования в России или в интересах России с 7 апреля. Среди товаров, подпадающих под запрет, икра, трюфели, вина, табачная продукция, ювелирные украшения, духи, кожа, некоторые виды электроники, музыкальные инструменты, предметы искусства и другое.
Литва на неопределённый срок прекратила выдачу посреднических писем компаниям из России, желающим переехать.
Германия до 30 сентября взяла под контроль подразделение ПАО «Газпром» Gazprom Germania GmbH.
Президент Республики Молдова Майя Санду заявила, что хотя Молдавия не присоединилась к введённым против России санкциям, она соблюдает некоторые санкции. По её словам:
- Молдавия присоединилась ко всем санкциям в финансовой и банковской системе — банки Республики Молдова соблюдают все санкции, введённые международными платёжными системами (SWIFT, VISA, Mastercard)
- молдавский экспорт в Россию и без санкций сократился до нуля из-за войны на Украине и невозможности провозить через неё товары
- Молдавия также не допускает помощи России в уходе от наложенных на неё санкций. В частности, речь идёт о реэкспорте через её территорию

Сан-Марино присоединилось к санциям ЕС от 31 июля 2014 года, с учётом всех последующих правок и дополнений, включая запрет на продажу, поставку, передачу или экспорт в Россию товаров «двойного назначения», а также жесткие ограничения в финансовой сфере.
Европейский банк реконструкции и развития приостановил доступ России и Беларуси к финансам и экспертизе банка.
Европейская сеть организаций технической поддержки (ETSON) прекратила сотрудничество с российским Центром по ядерной и радиационной безопасности.